# Coelioxys bakeri
Coelioxys bakeri är en biart som beskrevs av Cockerell 1915. Coelioxys bakeri ingår i släktet kägelbin, och familjen buksamlarbin. Inga underarter finns listade i Catalogue of Life.